# Länspump

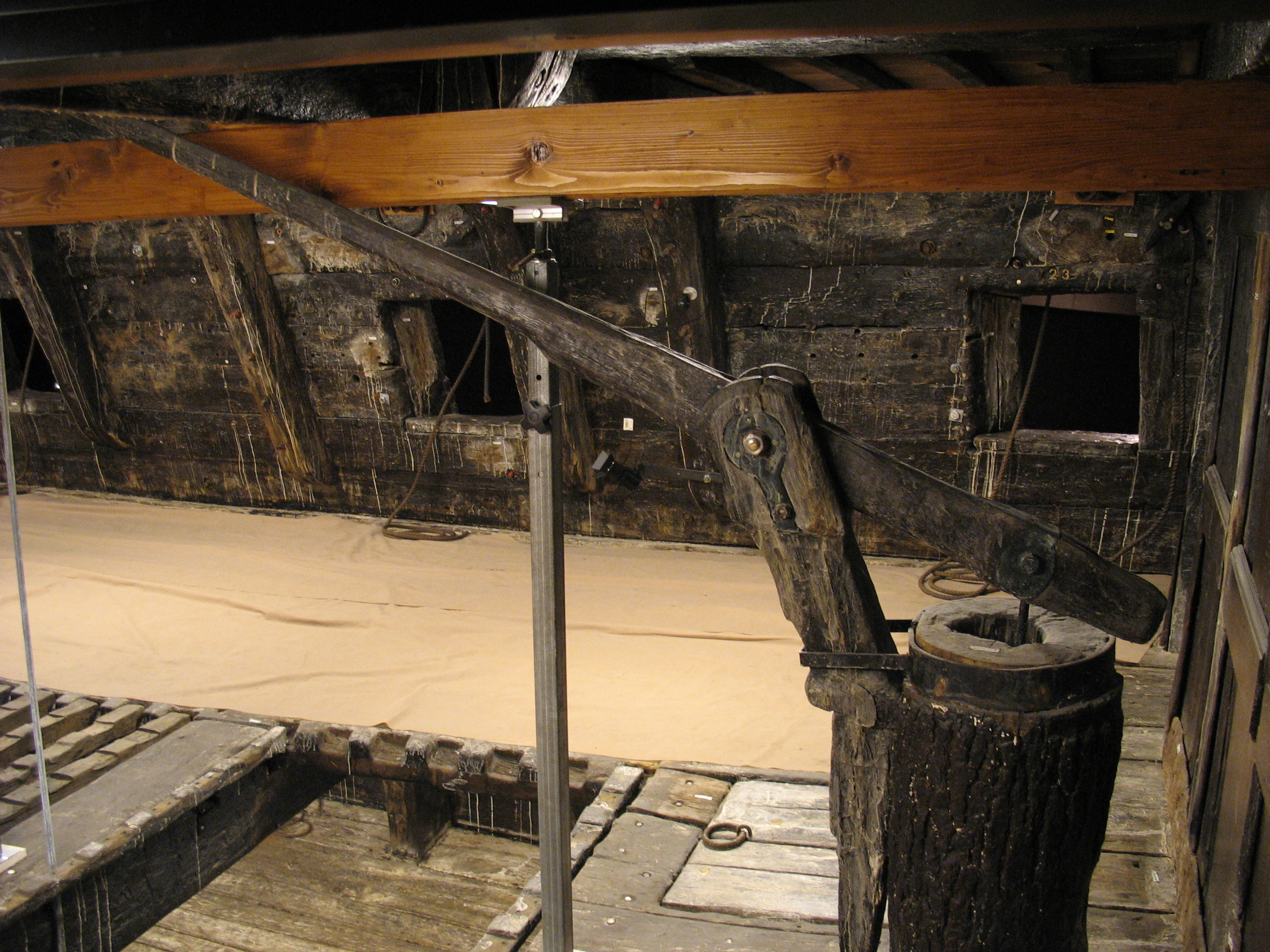
Länspump på Regalskeppet Vasa.

Länspump är en pump på båt eller fartyg för att pumpa läns. Med pumpa läns menas att tömma ett fartyg på vatten i skrovet. Äldre pumpar var drivna för hand innan motorpumparna kom till oftast var det kolvpumpar. Motorpumpar kan vara av typ kolvpump eller centrifugalpump. Ett alternativ i mindre båtar är självläns eller öskar. 